# Museo de Historia Natural de Róterdam
El Museo de Historia Natural de Róterdam (Natuurhistorisch Museum Rotterdam en neerlandés) es un museo neerlandés relacionado con la historia natural inaugurado en 1927. El edificio está ubicado en Róterdam, Holanda Meridional, en la Villa Dijkzigt en las proximidades del Museumpark y los museos de Kunsthal y de Boymans Van Beuningen.
La villa en la que está localizado data de 1852. En 1995 se amplió el museo con un pabellón de cristal de estilo moderno diseñado por el arquitecto Erick van Egeraat.